# Tegal Badeng Timur
Tegal Badeng Timur is een bestuurslaag in het regentschap Jembrana van de provincie Bali, Indonesië. Tegal Badeng Timur telt 3828 inwoners (volkstelling 2010).